# Association Sportive de Monaco Football Club 1977-1978
Questa voce raccoglie le informazioni riguardanti l'Association Sportive de Monaco Football Club nelle competizioni ufficiali della stagione 1977-1978.

## Stagione
Dopo aver esordito in campionato con cinque vittorie consecutive, il Monaco fu protagonista di una lotta al vertice contro numerose squadre fra cui il Nizza, l'Olympique Marsiglia, lo Strasburgo e il Nantes: approfittando di alcuni risultati negativi delle avversarie, i monegaschi passarono definitivamente in vetta alla classifica alla penultima giornata. Ratificando il titolo nel turno successivo, il Monaco divenne il terzo caso di squadra francese a vincere il campionato da neopromossa, dopo il Bordeaux nel 1950 e il Saint-Étienne nel 1964.
Nei primi turni di Coppa di Francia i monegaschi estromisero delle squadre di seconda serie, per poi affrontare dagli ottavi di finale delle compagini di prima divisione come il Lilla e il Bastia, fermandosi infine in semifinale contro il Nizza.

## Maglie e sponsor
Per il campionato lo sponsor tecnico è Le Coq Sportif e quello ufficiale RMC. In Coppa di Francia lo sponsor tecnico è Adidas e quello ufficiale è RTL.
| Campionato (casa) | Campionato (trasferta) | Coppa di Francia |

## Rosa
| N. |                     | Ruolo | Calciatore           |
| -- | ------------------- | ----- | -------------------- |
|    | Francia (bandiera)  | P     | Yves Chauveau        |
|    | Francia (bandiera)  | P     | Jean-Luc Ettori      |
|    | Monaco (bandiera)   | D     | André Barral         |
|    | Francia (bandiera)  | D     | Jean-Pierre Chaussin |
|    | Paraguay (bandiera) | D     | Heriberto Correa     |
|    | Francia (bandiera)  | D     | Rolland Courbis      |
|    | Francia (bandiera)  | D     | Jean-Claude Fagès    |
|    | Francia (bandiera)  | D     | Bernard Gardon       |
|    | Monaco (bandiera)   | D     | Serge Perruchini     |
|    | Francia (bandiera)  | D     | Albert Vannucci      |
|    | Francia (bandiera)  | D     | Alfred Vitalis       |

| N. |                      | Ruolo | Calciatore         |
| -- | -------------------- | ----- | ------------------ |
|    | Francia (bandiera)   | C     | Jean-Noël Luccioni |
|    | Francia (bandiera)   | C     | Alain Moizan       |
|    | Argentina (bandiera) | C     | Raúl Nogués        |
|    | Francia (bandiera)   | C     | Jean Petit         |
|    | Francia (bandiera)   | A     | Christian Dalger   |
|    | Francia (bandiera)   | A     | Daniel François    |
|    | Francia (bandiera)   | A     | Thierry Gudimard   |
|    | Italia (bandiera)    | A     | Delio Onnis        |
|    | Francia (bandiera)   | A     | Roger Ricort       |
|    | Francia (bandiera)   | A     | Michel Rouquette   |
|    | Francia (bandiera)   | A     | André Tuybens      |

## Risultati

### Division 1

#### Girone di andata
| Arbitro: | Vautrot |

|  |           |                |
|  | Marcatori | 36’, 72’ Onnis |

| Arbitro: | Delmer |

|                     |           |  |
| Onnis 5’ Nogués 68’ | Marcatori |  |

| Arbitro: | Buils |

|  |           |                                 |
|  | Marcatori | 50’, 57’, 79’ Dalger 89’ Moizan |

| Arbitro: | Vigliani |

|                              |           |                         |
| Nogués 71’, 82’ François 78’ | Marcatori | 17’ Piasecki 46’ Specht |

| Arbitro: | Meeus |

|  |           |                     |
|  | Marcatori | 24’ Petit 85’ Onnis |

| Arbitro: | Wurtz |

|                       |           |                                |
| Nogués 15’ Dalger 34’ | Marcatori | 20’, 78’ Berdoll 86’ Linderoth |

| Arbitro: | Jourdain |

|             |           |            |
| Zaremba 33’ | Marcatori | 34’ Dalger |

| Arbitro: | Rancelli |

|                                     |           |            |
| Nogués 30’ Dalger 71’ Rouquette 74’ | Marcatori | 6’ Lacombe |

| Arbitro: | Leloup |

|                  |           |           |
| Ascery 5’ (rig.) | Marcatori | 28’ Petit |

| Arbitro: | Martin |

|           |           |             |
| Onnis 75’ | Marcatori | 80’ Lacombe |

| Arbitro: | di Bernardo |

|                                    |           |                                                      |
| Bianchi 11’, 90’ Triantafyllos 43’ | Marcatori | 24’ Petit 25’ (aut.) Krivokuća 55’ (rig.), 78’ Onnis |

| Arbitro: | Frauciel |

|                 |           |                |
| Dalger 40’, 62’ | Marcatori | 90’ Marguerite |

| Arbitro: | Wurtz |

|                                  |           |  |
| Diallo 8’ Fuchs 30’ Grégoire 38’ | Marcatori |  |

| Arbitro: | Meeus |

|                      |           |           |
| Dalger 14’ Onnis 76’ | Marcatori | 89’ Maier |

| Laval 14 dicembre 1977 15ª giornata | Laval   | 0 – 0 referto | Monaco | Stadio Francis Le Basser (11 226 spett.)\| Arbitro: \| Konrath \| |
| Arbitro:                            | Konrath |               |        |                                                                   |

| Arbitro: | Konrath |

|                              |           |  |
| Onnis 63’, 77’ Rouquette 89’ | Marcatori |  |

| Arbitro: | Bacou |

|              |           |  |
| Bathenay 75’ | Marcatori |  |

| Principato di Monaco 26 novembre 1977 18ª giornata | Monaco  | 0 – 0 referto | Paris Saint-Germain | Stade Louis II (2 906 spett.)\| Arbitro: \| Vautrot \| |
| Arbitro:                                           | Vautrot |               |                     |                                                        |

| Arbitro: | Wurtz |

|                         |           |            |
| Sénéchal 27’ Zénier 83’ | Marcatori | 12’ Dalger |

#### Girone di ritorno
| Arbitro: | Mouchotte |

|                       |           |                       |
| Mayet 37’ Curbelo 73’ | Marcatori | 54’ Nogués 59’ Dalger |

| Arbitro: | Martin |

|                                 |           |                  |
| Dalger 29’ Onnis 70’ Nogués 80’ | Marcatori | 40’, 72’ Barthou |

| Arbitro: | di Bernardo |

|                                |           |  |
| Gemmrich 19’, 63’ Piasecki 77’ | Marcatori |  |

| Arbitro: | Konrath |

|                      |           |  |
| Dalger 68’ Onnis 70’ | Marcatori |  |

| Arbitro: | Leloup |

|                     |           |                |
| Sarr 14’ Trésor 73’ | Marcatori | 68’, 80’ Petit |

| Arbitro: | Didier |

|                                 |           |                                |
| Courbis 1’ Onnis 12’ Dalger 50’ | Marcatori | 2’ Giachetti 35’ (aut.) Gardon |

| Arbitro: | Bacou |

|             |           |           |
| Lacombe 20’ | Marcatori | 68’ Onnis |

| Arbitro: | Buils |

|                        |           |  |
| Petit 32’ Gudimard 77’ | Marcatori |  |

| Arbitro: | Verbecke |

|                 |           |  |
| Baronchelli 46’ | Marcatori |  |

| Arbitro: | Vautrot |

|                                                 |           |            |
| Onnis 6’, 42’ (90) Dalger 20’, 27’ Chaussin 77’ | Marcatori | 52’ Carrié |

| Arbitro: | Konrath |

|                                       |           |                                                             |
| Marguerite 1’ Lozano 33’ Domarski 56’ | Marcatori | 36’ (aut.) Mansouri 44’ (aut.) Girard 60’ Nogués 61’ Dalger |

| Arbitro: | Rancelli |

|           |           |              |
| Fuchs 10’ | Marcatori | 60’ Chaussin |

| Arbitro: | Delmer |

|                                                |           |                              |
| Courbis 9’ (aut.) Vitalis 27’ (aut.) Soler 52’ | Marcatori | 35’ (rig.), 70’ (rig.) Onnis |

| Arbitro: | Mouchotte |

|                                               |           |  |
| Onnis 38’ (rig.), 53’ François 48’ Dalger 64’ | Marcatori |  |

| Arbitro: | Vigliani |

|                   |           |                           |
| Elie 16’ Marx 25’ | Marcatori | 27’, 30’ Onnis 56’ Nogués |

| Arbitro: | Didier |

|                                     |           |             |
| Rouquette 2’ François 65’ Onnis 74’ | Marcatori | 33’ Roussey |

| Arbitro: | Mouchotte |

|                       |           |             |
| Vitalis 2’ Nogués 41’ | Marcatori | 31’ Bianchi |

| Arbitro: | Buils |

|                          |           |  |
| Onnis 31’, 50’, 54’, 73’ | Marcatori |  |

| Arbitro: | Konrath |

|                      |           |         |
| Onnis 26’ Gardon 48’ | Marcatori | 63’ Rep |

### Coppa di Francia
| Arbitro: | Vautrot |

|                                       |           |                 |
| Vitalis 18’ Onnis 42’, 55’ Dalger 77’ | Marcatori | Lenartowicz 56’ |

| Arbitro: | Delmer |

|                 |           |                             |
| Lenartowicz 56’ | Marcatori | 82’ (aut.) Douard 89’ Onnis |

| Arbitro: | Jourdain |

|                                                    |           |            |
| Onnis 23’, 79’ Rouquette 38’ Moizan 57’ Dalger 84’ | Marcatori | 89’ Eymery |

| Arbitro: | Didier |

|           |           |             |
| Simon 75’ | Marcatori | 73’ Courbis |

| Arbitro: | Vautrot |

|                             |           |                            |
| Onnis 18’, 73’ François 85’ | Marcatori | 3’ Delemer 60’ Pleimelding |

| Arbitro: | Besory |

|                         |           |            |
| De Zerbi 21’ Krimau 37’ | Marcatori | 59’ Moizan |

| Arbitro: | Verbecke |

|                       |           |  |
| Courbis 15’ Onnis 25’ | Marcatori |  |

| Arbitro: | Vautrot |

|             |           |  |
| Guillou 39’ | Marcatori |  |

| Arbitro: | Delmer |

|            |           |              |
| Nogués 23’ | Marcatori | 71’ Bjeković |

## Statistiche

### Statistiche di squadra
| Competizione     | Punti | In casa | In casa | In casa | In casa | In casa | In casa | In trasferta | In trasferta | In trasferta | In trasferta | In trasferta | In trasferta | Totale | Totale | Totale | Totale | Totale | Totale | DR  |
| Competizione     | Punti | G       | V       | N       | P       | Gf      | Gs      | G            | V            | N            | P            | Gf           | Gs           | G      | V      | N      | P      | Gf     | Gs     | DR  |
| ---------------- | ----- | ------- | ------- | ------- | ------- | ------- | ------- | ------------ | ------------ | ------------ | ------------ | ------------ | ------------ | ------ | ------ | ------ | ------ | ------ | ------ | --- |
| Division 1       | 53    | 19      | 15      | 3       | 1       | 48      | 17      | 19           | 7            | 6            | 6            | 31           | 29           | 38     | 22     | 9      | 7      | 79     | 46     | +33 |
| Coppa di Francia | -     | 4       | 3       | 1       | 0       | 11      | 4       | 5            | 2            | 1            | 2            | 7            | 6            | 9      | 5      | 2      | 2      | 20     | 9      | +11 |
| Totale           | -     | 23      | 18      | 4       | 1       | 59      | 21      | 24           | 9            | 7            | 8            | 38           | 35           | 47     | 27     | 11     | 9      | 99     | 55     | +44 |

### Andamento in campionato
| Giornata  | 1 | 2 | 3 | 4 | 5 | 6 | 7 | 8 | 9 | 10 | 11 | 12 | 13 | 14 | 15 | 16 | 17 | 18 | 19 | 20 | 21 | 22 | 23 | 24 | 25 | 26 | 27 | 28 | 29 | 30 | 31 | 32 | 33 | 34 | 35 | 36 | 37 | 38 |
| --------- | - | - | - | - | - | - | - | - | - | -- | -- | -- | -- | -- | -- | -- | -- | -- | -- | -- | -- | -- | -- | -- | -- | -- | -- | -- | -- | -- | -- | -- | -- | -- | -- | -- | -- | -- |
| Luogo     | T | C | T | C | T | C | T | C | T | C  | T  | C  | T  | C  | C  | T  | C  | T  | T  | C  | T  | T  | C  | T  | C  | T  | C  | C  | T  | C  | T  | T  | C  | T  | C  | T  | C  | C  |
| Risultato | V | V | V | V | V | P | N | V | N | N  | V  | V  | P  | V  | N  | V  | P  | N  | P  | N  | V  | P  | V  | N  | V  | N  | V  | P  | V  | V  | N  | P  | V  | V  | V  | V  | V  | V  |
| Posizione | 7 | 2 | 1 | 1 | 1 | 2 | 2 | 1 | 1 | 2  | 2  | 1  | 2  | 1  | 1  | 1  | 2  | 2  | 3  | 3  | 2  | 4  | 3  | 4  | 1  | 3  | 1  | 3  | 2  | 2  | 2  | 3  | 2  | 1  | 1  | 2  | 1  | 1  |

Fonte:  Classements, su lfp.fr, lfp.fr.
Legenda:

Luogo: C = Casa; T = Trasferta. Risultato: V = Vittoria; N = Pareggio; P = Sconfitta.

### Statistiche dei giocatori
| Giocatore     | Division 1 | Division 1 | Division 1  | Division 1 | Coppa di Francia | Coppa di Francia | Coppa di Francia | Coppa di Francia | Totale   | Totale | Totale      | Totale     |
| Giocatore     | Presenze   | Reti       | Ammonizioni | Espulsioni | Presenze         | Reti             | Ammonizioni      | Espulsioni       | Presenze | Reti   | Ammonizioni | Espulsioni |
| ------------- | ---------- | ---------- | ----------- | ---------- | ---------------- | ---------------- | ---------------- | ---------------- | -------- | ------ | ----------- | ---------- |
| J.P. Chaussin | 16         | 2          | 0           | 0          | 7                | 0                | ?                | ?                | 23       | 2      | 0+          | 0+         |
| Y. Chauveau   | 5          | -7         | 0           | 0          | 1                | -1               | ?                | ?                | 6        | -8     | 0+          | 0+         |
| H. Correa     | 29         | 0          | 3           | 0          | 9                | 0                | ?                | ?                | 38       | 0      | 3+          | 0+         |
| R. Courbis    | 27         | 0          | 2           | 0          | 9                | 2                | ?                | ?                | 36       | 2      | 2+          | 0+         |
| C. Dalger     | 36         | 18         | 2           | 0          | 7                | 2                | ?                | ?                | 43       | 20     | 2+          | 0+         |
| J.L. Ettori   | 34         | -39        | 1           | 0          | 8                | -8               | ?                | ?                | 42       | -47    | 1+          | 0+         |
| J.C. Fages    | 2          | 0          | 0           | 0          | 0                | 0                | 0                | 0                | 2        | 0      | 0           | 0          |
| B. Gardon     | 34         | 0          | 0           | 0          | 8                | 0                | ?                | ?                | 42       | 0      | 0+          | 0+         |
| T. Gudimard   | 3          | 1          | 0           | 0          | 0                | 0                | 0                | 0                | 3        | 1      | 0           | 0          |
| J.N. Luccioni | 1          | 0          | 0           | 0          | 2                | 0                | ?                | ?                | 3        | 0      | 0+          | 0+         |
| A. Moizan     | 38         | 1          | 0           | 0          | 9                | 2                | ?                | ?                | 47       | 3      | 0+          | 0+         |
| R. Nogués     | 36         | 10         | 0           | 0          | 5                | 1                | ?                | ?                | 41       | 11     | 0+          | 0+         |
| D. Onnis      | 35         | 29         | 2           | 0          | 9                | 8                | ?                | ?                | 44       | 37     | 2+          | 0+         |
| S. Perruchini | 1          | 0          | 0           | 0          | 0                | 0                | 0                | 0                | 1        | 0      | 0           | 0          |
| J. Petit      | 38         | 6          | 1           | 0          | 9                | 0                | ?                | ?                | 47       | 6      | 1+          | 0+         |
| R. Ricort     | 3          | 0          | 0           | 0          | 0                | 0                | 0                | 0                | 3        | 0      | 0           | 0          |
| M. Rouquette  | 25         | 3          | 1           | 0          | 6                | 1                | ?                | ?                | 31       | 4      | 1+          | 0+         |
| A. Tuybens    | 2          | 0          | 0           | 0          | 0                | 0                | 0                | 0                | 2        | 0      | 0           | 0          |
| A. Vannucci   | 30         | 0          | 0           | 0          | 8                | 0                | ?                | ?                | 38       | 0      | 0+          | 0+         |
| A. Vitalis    | 38         | 1          | 0           | 0          | 8                | 1                | ?                | ?                | 46       | 2      | 0+          | 0+         |